# Eduardo Amato
 (novembre 2011).
Si vous disposez d'ouvrages ou d'articles de référence ou si vous connaissez des sites web de qualité traitant du thème abordé ici, merci de compléter l'article en donnant les références utiles à sa vérifiabilité et en les liant à la section « Notes et références ».
Pour les articles homonymes, voir Amato (homonymie).
Eduardo Amato De Serpis né à Naples, 7 décembre 1938 est un peintre italien contemporain.

## Biographie
Eduardo Amato est un peintre contemporain  natif de Naples de style académique sur des sujets religieux.

## Œuvres
- Suore Rocchettine,
- Papa Giovanni Paolo II (portrait),
- Agnello Renzullo (portrait), église del Collegio, Nola
- Carnevale, Commune de Palma, Campanie
- Dama in giardino,
- Golgota,
- Saint François d'Assise, Musée de l'église San Francesco, Arezzo.
- Visita di Pio IX e Ferdinando II di Borbone al Convento delle Rocchettine, église del Collegio, Nola

## Expositions
- Galerie Salammbò, Paris le 15 avril 1988
- Palais des congrès, Venise,
- Circolo degli Artisti, Arezzo,
- Galleria Helicon Art, Rome et Sorrento.